# Disney Interactive Studios
Disney Interactive Studios, Inc. (inicialmente Walt Disney Computer Software, más tarde Disney Interactive y Buena Vista Games, Inc.), fue una empresa de videojuegos estadounidense de nivel internacional. Distribuía videojuegos multiplataforma y entretenimiento interactivo por todo el mundo.

## Historia

### Disney Interactive

Logo usado de 1995 a 2007.

En su primera época, Disney Interactive trabajó a menudo como desarrolladora en lugar de distribuidora (aunque también comercializó juegos por su cuenta para plataformas exclusivas), estableciendo alianzas de desarrollo/distribución con líderes de la industria de juegos interactivos como Sony Computer Entertainment, Nintendo, Activision, Capcom (los más aliados), Konami, Square-Enix y Ubisoft. Disney Interactive trató con el mercado de masas, desarrollo global y distribución de software de entretenimiento interactivo basado en su propiedad intelectual (incluyendo personajes de Disney y otras franquicias).

### Buena Vista Games
Para diversificar sus brands, la empresa se re-estableció como Buena Vista Games y dividió las producciones bajo dos sellos de distribución - Buena Vista Interactive desarrollaba títulos a través de múltiples plataformas para contenidos creativos de negocios dentro de Disney, y Disney Interactive comercializaba y distribuía entretenimiento para niños y software de aprendizaje para prescolares y primarios. Buena Vista Games es probablemente más conocida por la saga Kingdom Hearts, junto con la desarrolladora japonesa Square Enix, esta franquicia, en sus primeros años fue un rotundo éxito comercial estilo anime con disney en las consolas GameCube, PlayStation 2 y Xbox.

### Disney Interactive Studios
En 2007, The Walt Disney Company volvió a fusionar sus producciones bajo el nombre de Disney Interactive Studios. El estudio publicaría los juegos de Disney y de otras compañías para todas las plataformas en todo el mundo, con títulos que ofrecen sus marcas de consumo como Disney, ABC, ESPN, Touchstone (que se utiliza como una etiqueta para Disney Interactive), Disney/Pixar, y Square Enix. El estudio ha licenciado selectivamente propiedad intelectual de Disney a otros distribuidores de videojuegos como Activision y THQ.
En junio de 2008 Disney Interactive Studios se separó de Disney Consumer Products y fue absorbida en la nueva división Disney Interactive Media Group.
El 10 de mayo del 2016, Disney Interactive Studios dejó de desarrollar videojuegos y fue absorbido por el estudio Avalanche Software. Posteriormente, en enero del 2017, Avalanche Software fue adquirida por Warner Bros. Interactive Entertainment, quien ha desarrollado videojuegos de Warner Bros.

## Lista de juegos
Cabe destacar que se encargaron de la traducción al castellano de Kingdom Hearts 2 (PS2). Más tarde, en la remasterización de PS3 y PS4, este trabajo fue removido.

## Estudios

### Actuales
- Fall Line Studios, con sede en Salt Lake City, Utah.
- Gamestar, con sede en China. Adquirido el 8 de abril de 2008.[2]
- Junction Point Studios, con sede en Austin, Texas. Adquirido el 13 de julio de 2007.
- Wideload Games, con sede en Chicago, Illinois. Adquirido el 8 de septiembre de 2009.
- Tapulous, con sede en Palo Alto, California. Adquirido el 1 de julio de 2010.
- Playdom, con sede en Mountain View, California. Adquirido el 27 de julio de 2010.

### Antiguos
- Propaganda Games fue cerrado por Disney el 19 de enero de 2011.[3]
- Black Rock Studio fue cerrado por Disney en julio de 2011.[4]
- Avalanche Software, con sede en Salt Lake City, Utah. Adquirido en abril de 2005 (en el 2017 Warner Bros se convirtió en el dueño de este estudio).

### Estudios de desarrollo
- Avalanche Software
- Fall Line Studio
- Propaganda Games
- Black Rock Studio
- Junction Point
- Gamestar
- Wideload Games

- Datos: Q1229035